# Побожжя (УНР)
Побожжя — земля Української Народної Республіки. Адміністративно-територіальна одиниця найвищого рівня. Земський центр — місто Умань Заснована 6 березня 1918 року згідно з Законом «Про адміністративно-територіальний поділ України», що був ухвалений Українською Центральною Радою. Скасована 29 квітня 1918 року гетьманом України Павлом Скоропадським, що повернув старий губернський поділ часів Російської імперії.

## Опис
До землі мали увійти:
- з Київської губернії — Уманський повіт і частина Липовецького повітів,
- з Подільської губернії — Гайсинський повіт та частина Балтського повітів,
- з Херсонської губернії частина Єлисаветського повіту.